# ArtScroll
ArtScroll est une maison d'édition juive fondée en 1976 par le rabbin Meir Zlotowitz et le rabbin Nosson Scherman, à Brooklyn, New York, qui est devenue une des plus importantes maisons d'édition sur le judaïsme orthodoxe, à travers le monde.

## Histoire
En 1975, un ami du rabbin Meir Zlotowitz, le rabbin Meir Fogel, meurt, sans enfant. Le rabbin Zlotowitz décide de publier, en sa mémoire, une traduction du Livre d'Esther avec des commentaires du rabbin Nosson Scherman. C'est un succès d'édition immédiat. 20,000 copies se vendent. C'est un tournant. Avec l'encouragement d'autorités rabbiniques, il transforme son entreprise en une maison d'édition pour les textes essentiels du judaïsme, dont le Talmud. En 2005, les 73 volumes du Talmud de Babylone sont complétés. L'impact est énorme, au niveau mondial,
Plus de 700 ouvrages ont été publiés, incluant des romans, des livres d'histoire, des ouvrages de littérature d'enfance et de jeunesse. ArtScroll est une des plus grandes maisons d’édition pour ouvrages à thèmes juifs aux États-Unis.